# 三式空六号無線電信機

陸上爆撃機銀河の機首に搭載された送受信アンテナ。

三式空六号無線電信機（さんしきくうろくごうむせんでんしんき）とは、大日本帝国海軍が第二次世界大戦中に実用化した航空機搭載レーダーである。実態の秘匿のため名称が無線電信機とされた。H-6電探、空六号電探とも呼ばれる。

## 開発
航空機用レーダーの開発は海軍航空技術廠が担当、探知性能は港湾に対し150km、大型艦艇100km、小型艦50kmとされた。この機上レーダーは1943年10月に制式採用された。

## 設計
このレーダーは、送信機、受信機および指示器、放電器をそれぞれコードで連結して構成する。機体外部には送受信用のアンテナが配置された。寸法は受信機が幅30cm、高さ54cm、奥行き54cmで、受信機が幅25cm、高さ42cm、奥行き47.5cmだった。機器の重量は約110kgと重いため、三座機もしくは双発機・四発機で使用された。使用する電波の波長は2m、出力は6kWだった。
日本海軍の哨戒機東海の装備例では、機体前方・胴体後部右側面・左側面にそれぞれ送受信用のアンテナを装備した。電波の発信は一度に一方向のみ行ったため、電信員は手動でセレクタースイッチを操作し、一定の飛行距離ごとに送受信の方向を切り替えた。長時間の索敵では電信員にかなりの負担がかかった。発信後、反射されてきた信号は送受信アンテナで受信され、指示器につけられたブラウン管画面上の水平方向に走る輝線として表示された（Aスコープ）。この輝線の屈折状況で目標の有無を確認した。
電波の送信管は「U三三三」という真空管を2個使用した。送信管には8,000Vのプレート電圧がかけられたが、高度3,000m以上では気圧が減少し、空気の希薄化と共にプレートとグリッドがコロナ放電でつながるという不具合が起こった。そこで昭和18年（1943年）頃、高度3,000m以上ではプレート電圧を6,000Vに下げるよう改造された。ほかの不具合としては、飛行高度を高く取った場合、2,000m以内の近距離目標に対し、海面の反射波と目標の反射波が紛れるためにブラウン管の画面上での区別がつかないという短所があった。

## 生産
日本の機上レーダー開発の焦点は小型軽量化と電源にあり、開発に手間取る原因となった。さらに物資不足や空襲による原材料の入手困難、熟練工の徴兵と学徒動員などによる製品の品質低下が性能の悪化に拍車をかけた。さらに製品に用いられる部品点数も制限された。したがって研究室の実験段階では良好に作動し、能力を発揮したものが、実戦段階では粗悪な品質、信頼性により能力が半分以下に落ち、または作動しないケースが頻発した。
最終的な生産台数は約2,000台である。

## 実戦
1944年11月19日、二式大艇が横浜からトラック島へ輸送を行った。これは彩雲に搭載するための増槽を運ぶものだった。横浜からの途上、午前7時30分、二式大艇は電探により20隻規模のアメリカ軍輸送船団を探知した。この時、方向は正面、距離は約20マイル（約36km）と測定している。この後、会敵の対空射撃で電探が故障した。同月27日、トラック島にて故障箇所を直した二式大艇は横浜へ飛行した。帰路は途中から台風圏に覆われ、暴風による空中分解を避けるため二式大艇は海面上150mの低空飛行を続けた。内地への予定到達時刻の時点で視界は300m程度であった。なお二式大艇が陸岸を発見し、回避するまでに要する距離は570mで、状況次第では即激突の可能性があった。このときも電探は陸岸の反射波を探知し、電信員は左30度、距離20マイル（約36km）と報告した。また反射波のパターンから移動物では無いこと、反射の大きさから小さな島でも無いことを確認している。
1945年3月11日、第二次丹作戦でウルシー環礁へ梓特別攻撃隊が特攻を行い、詫間空の二式大艇はこの部隊の誘導を行った。途上、風に流されて機位を失ったもののヤップ島を発見した。この際には電探が島の反射波を捉える事に失敗した。誘導任務終了後、誘導二番機の二式大艇は西カロリン諸島のメレヨン島へ夜間飛行を続けた。同日21時30分頃、電探は右45度、距離15マイル（約28km）に、メレヨン島付近にある小島の反射波を捉えた。ブラウン管の反射波を検討したところ移動物ではなく固定物であると断定された。しかし距離に関し、その後の飛行から実距離は10マイル（約18km）程度と推測された。

## 装備機体
- 天山一二甲型[10]。
- 仮称銀河一一丙型[11]。
- 一式陸上攻撃機二二甲型。19年11月制式採用された[12]。
- 零式水上偵察機一一甲型。1944年以降に搭載[13]。右外翼前縁および胴体両側面に送受信アンテナを装備する[14]。
- 二式飛行艇一二型。小改造を行い、電探を追加[15]。